# 太原街駅
太原街駅（たいげんがい-えき）は中華人民共和国遼寧省瀋陽市和平区に位置する瀋陽地下鉄1号線および4号線の駅である。

## 駅構造
島式ホーム1面2線の地下駅で、ホームドア設置駅。出口はA・B・Cの3箇所ある。
のりば
駅北側から、
| ■1号線 | 瀋陽駅・十三号街方面   |
| ■1号線 | 青年大街・黎明広場方面 |

## 駅周辺
- 新世界酒店
- 世紀国際大酒店
- 中山公園
- 中国医科大学
- 東北中山中学
- 瀋陽第三十八中学
- 東北育才学校

## 歴史
- 2010年9月27日 - 1号線開業。
- 2023年9月29日 - 4号線開業[1]。

## 隣の駅
瀋陽地下鉄
■1号線
瀋陽站駅 - 太原街駅 - 南市場駅
■4号線
市府大路駅 - 太原街駅 - 南五馬路駅